# 麥克·愛德華茲 (1997年)
麥克·馬庫斯-詹姆斯·愛德華茲（1997年5月20日—）為美國男子籃球運動員，場上位置為前鋒。

## 學生生涯
愛德華茲就讀約翰·格倫高中十一年級時場均只有4分與4籃板，十二年級成長為22分與12籃板。
| 姓名               | 家鄉                                                                 | 高中          | 身高                 | 體重         | 承諾日 |
| ------------------ | -------------------------------------------------------------------- | ------------- | -------------------- | ------------ | ------ |
| 麥克·愛德華茲 中鋒 | 密西根州韋斯特蘭                                                     | 約翰·格倫高中 | 6英尺9英寸（2.06米） | 225磅（102） |        |
| 麥克·愛德華茲 中鋒 | 招募星级： Scout： N/A Rivals： 247Sports： ESPN： N/A ESPN評分：N/A |               |                      |              |        |

- 參考資料：[4][5][6]

2015年4月13日，愛德華茲承諾就讀喬治亞大學。4月17日與喬治亞大學簽約。

## 職業生涯
2019年11月愛德華茲加盟加拿大國家籃球聯賽圣约翰利刃。2020-21賽季愛德華茲效力於提比里斯發電機，總計出賽15場，場均挹注14.5分、7.9籃板、1.9助攻、1.1阻攻。
2021年12月愛德華茲加入海參崴發電機。愛德華茲代表海參崴發電機出賽13場，場均貢獻11.2分、6.2籃板。2022年3月愛德華茲加盟科索沃籃球超級聯賽特雷普查。
2022年10月愛德華茲加盟T1聯盟臺中太陽，中文登錄名為「艾德華」。2022-23賽季愛德華茲分別效力倫敦閃電以及明天，替倫敦閃電出賽五場，場均攻下10.8分、5.8籃板、1.0助攻，而代表薩巴出賽19場，並以場均11.7分、7.4籃板、1.1助攻、1.0阻攻的表現幫助球隊奪下聯賽冠軍。2023年12月愛德華茲加入特基布利奧比（Tkibuli Orbi）。2024年8月愛德華茲加盟佩利斯特。

## 個人生活
愛德華茲的父親於1990年至1992年在密西根州立大學美式足球校隊擔任防守線鋒。

## 外部連結
- 麥克·愛德華茲的Instagram帳戶
- 麥克·愛德華茲的X（前Twitter）
- 麥克·愛德華茲在fiba.basketball（英语）
- 麥克·愛德華茲在亞得里亞海聯賽（英语）
- 麥克·愛德華茲在Sports-Reference.com（NCAA）（英语）
- 麥克·愛德華茲在Eurobasket.com（球員）（英语）
- 麥克·愛德華茲在RealGM（英语）
- 麥克·愛德華茲在Proballers（英语）